# Бичок-хамелеон
Бичок-хамелеон, або тризубий бичок смугастий (Tridentiger trigonocephalus) — вид риб родини Оксудеркових (Oxudercidae). Придонна, солонуватоводна або морська риба.

## Характеристика

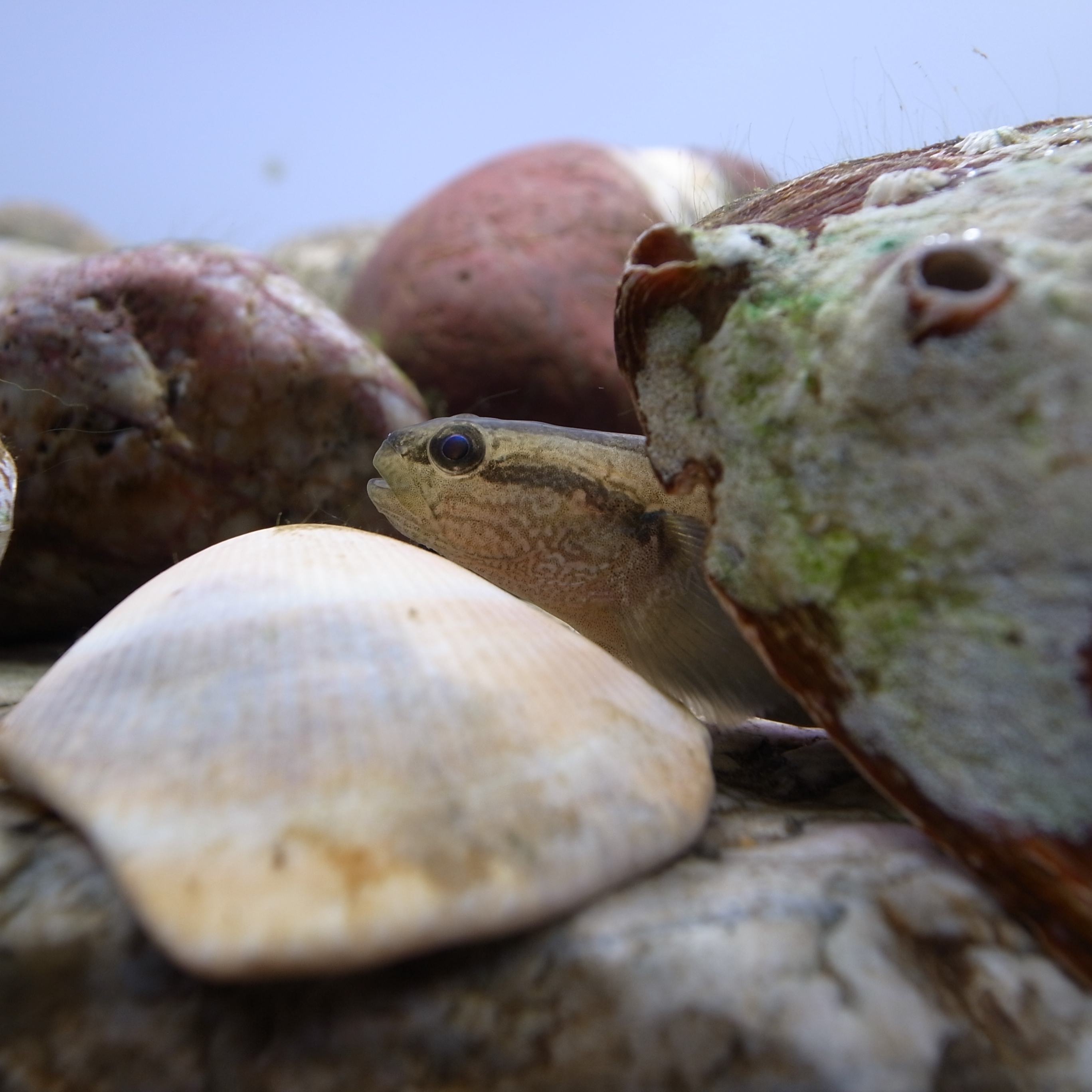
Голова бичка-хамелеона

Дрібнорозмірна риба, що сягає максимальної довжини 11,0 см.
Зуби у зовнішньому ряді на верхній і нижній щелепах трихверхівкові; лоб вузький і опуклий, його ширина менше горизонтального діаметра ока і міститься 5,1 рази в довжині голови; пори надочних каналів великі, їх діаметр за розміром близький до діаметра задньої ніздрі; надочні канали широкі, зближені, найменша відстань між каналами лівої і правої сторін голови (в середній частині лоба) помітно менше половини горизонтального діаметра ока; промені 1-го спинного плавця не витягнуті у вигляді ниток; самий верхній промінь грудного плавця не має міжпроменевої перетинки; є луска на потилиці і на череві. Шипів у спинному плавці — 7, в анальному — 1. М'яких променів у спинному плавці — 12-14, в анальному — 10-11.
У природних умовах забарвлення бичка-хамелеона дуже мінливе. Зазвичай забарвлення смугасте — тіло світле, рожево-жовте з оливковим відтінком, більш темне на спині. Черево біле, на боках по дві контрастних темних смуги, що проходять уздовж усього тулуба: верхня проходить від вершини очей уздовж спини до основи верхніх променів хвостового плавця; нижня — від початку рила через око, основу грудних плавців, уздовж середини тіла до основи середніх променів хвостового плавця.

## Ареал
Природний ареал пролягає вздовж узбережжя Східного Сибіру, Кореї, Японії, Китаю. Поширений у прибережних і естуарних зонах Японського, Жовтого та Південнокитайського морів. Звідти із баластними водами судів потрапив до Австралії та Каліфорнії, де досяг значної чисельності.
У 2006 р. один екземпляр цього виду знайдений у  Середземному морі у гавані Ашдод біля берегів Ізраїлю. З 2008 року зареєстрований у басейні Чорного моря у лимані річки Чорна і деяких Севастопольських бухтах. Стрімко розширює свій ареал.